# العلاقات السلوفاكية الكرواتية
العلاقات السلوفاكية الكرواتية هي العلاقات الثنائية التي تجمع بين سلوفاكيا وكرواتيا.

## مقارنة بين البلدين
هذه مقارنة عامة ومرجعية للدولتين:
| وجه المقارنة                                              | سلوفاكيا                                                       | كرواتيا                                                  |
| --------------------------------------------------------- | -------------------------------------------------------------- | -------------------------------------------------------- |
| المساحة (كم2)                                             | 49.03 ألف                                                      | 56.59 ألف                                                |
| عدد السكان (نسمة)                                         | 5.44 مليون                                                     | 4.11 مليون                                               |
| الكثافة السكانية (ن./كم²)                                 | 110.95                                                         | 72.63                                                    |
| العاصمة                                                   | براتيسلافا                                                     | زغرب                                                     |
| اللغة الرسمية                                             | اللغة السلوفاكية                                               | اللغة الكرواتية                                          |
| العملة                                                    | كرونة سلوفاكية، يورو                                           | كونا كرواتية                                             |
| الناتج المحلي الإجمالي (بليون دولار)                      | 95.77 مليار                                                    | 54.85 مليار                                              |
| الناتج المحلي الإجمالي (تعادل القوة الشرائية) بليون دولار | 162.34 مليار                                                   | 94.64 مليار                                              |
| الناتج المحلي الإجمالي الاسمي للفرد دولار أمريكي          | 16.09 ألف                                                      | 11.54 ألف                                                |
| الناتج المحلي الإجمالي للفرد دولار أمريكي                 | 30.46 ألف                                                      | 21.64 ألف                                                |
| مؤشر التنمية البشرية                                      | 0.844                                                          | 0.818                                                    |
| رمز المكالمات الدولي                                      | +421                                                           | +385                                                     |
| رمز الإنترنت                                              | .sk                                                            | .hr                                                      |
| المنطقة الزمنية                                           | توقيت وسط أوروبا، ت ع م+01:00، ت ع م+02:00، أوروبا/براتيسلافا ‏ | توقيت وسط أوروبا، ت ع م+01:00، ت ع م+02:00، أوروبا/زغرب ‏ |

## مدن متوأمة
في ما يلي قائمة باتفاقيات التوأمة بين مدن سلوفاكية وكرواتية:
- ترتبط بانسكا بيستريتسا مع زادار باتفاقية توأمة منذ 1950.
- ترتبط ترنافا مع فاراجدين باتفاقية توأمة منذ 15 ديسمبر 1995.
- ترتبط بييشتاني مع Varaždinske Toplice [الإنجليزية]‏ باتفاقية توأمة.
- ترتبط Fulianka [الإنجليزية]‏ مع Malinska-Dubašnica [الإنجليزية]‏ باتفاقية توأمة منذ 14 أبريل 2015.
- ترتبط Bziny [الإنجليزية]‏ مع Privlaka, Zadar County [الإنجليزية]‏ باتفاقية توأمة.
- ترتبط نيترا مع أوسييك باتفاقية توأمة منذ 21 أغسطس 2014.
- ترتبط بوبراد مع أوميش باتفاقية توأمة.
- ترتبط برديوف مع قشتيلا باتفاقية توأمة منذ 9 مارس 2003.[16][17]
- ترتبط سينتس مع سينج (مدينة) باتفاقية توأمة.

## منظمات دولية مشتركة
يشترك البلدان في عضوية مجموعة من المنظمات الدولية، منها:
| علم المنظمة | اسم المنظمة                               | تاريخ انضمام سلوفاكيا | تاريخ انضمام كرواتيا |
| ----------- | ----------------------------------------- | --------------------- | -------------------- |
|             | الاتحاد الأوروبي                          | 1 مايو 2004           | 1 يوليو 2013         |
|             | وكالة ضمان الاستثمار متعدد الأطراف        | 1993                  | 19 مارس 1993         |
|             | الأمم المتحدة                             | 19 يناير 1993         | 22 مايو 1992         |
|             | الفريق المعني برصد الأرض                  | ?                     | ?                    |
|             | مركز تنسيق الحركة في أوروبا ‏              | ?                     | ?                    |
|             | منظمة حظر الأسلحة الكيميائية              | ?                     | ?                    |
|             | منظمة التجارة العالمية                    | ?                     | ?                    |
|             | منظمة الشرطة الجنائية الدولية             | ?                     | ?                    |
|             | منظمة الأمن والتعاون في أوروبا            | 1993                  | 24 مارس 1992         |
|             | مؤسسة التنمية الدولية                     | 1993                  | 25 فبراير 1993       |
|             | حلف شمال الأطلسي                          | 29 مارس 2004          | 1 أبريل 2009         |
|             | يونسكو                                    | 9 فبراير 1993         | 1 يونيو 1992         |
|             | الاتحاد البريدي العالمي                   | ?                     | ?                    |
|             | البنك الدولي للإنشاء والتعمير             | 1993                  | 25 فبراير 1993       |
|             | اتفاقية السماوات المفتوحة                 | ?                     | ?                    |
|             | الاتحاد الدولي للاتصالات                  | 23 فبراير 1993        | 3 يونيو 1992         |
|             | مؤسسة التمويل الدولية                     | 1993                  | 25 فبراير 1993       |
|             | المنظمة الأوروبية لسلامة الملاحة الجوية   | 1997                  | 1997                 |
|             | المركز الدولي لتسوية المنازعات الاستشارية | 26 يونيو 1994         | 22 أكتوبر 1998       |
|             | مجموعة أستراليا                           | 1994                  | 2007                 |
|             | مجموعة الموردين النوويين                  | ?                     | ?                    |

## وصلات خارجية
- موقع وزارة الخارجية السلوفاكية
- موقع وزارة الخارجية الكرواتية